# Malek Rezagui
Malek Rezagui, née le 12 novembre 2006 à Oran, est une gymnaste artistique algérienne.

## Carrière
Malek Rezagui est médaillée de bronze par équipes aux Championnats d'Afrique de gymnastique artistique 2023 à Pretoria.
Elle est médaillée d'or aux sol aux Jeux panarabes de 2023 à Oran.